# Całkowy sinus hiperboliczny
Całkowy sinus hiperboliczny – funkcja specjalna zdefiniowana jako:
{\displaystyle \mathrm {shi} \,(x)\;{\stackrel {\mathrm {df} }{=}}\,\int \limits _{0}^{x}{\frac {\sinh \,(t)}{t}}\,dt}
gdzie {\displaystyle \sinh(x)} jest sinusem hiperbolicznym. Funkcja podcałkowa ma dla {\displaystyle t=0} ma punkt osobliwy i za jej wartość przyjmuje się granicę {\displaystyle \lim \limits _{t\to 0}{\tfrac {\sinh \,(t)}{t}}.}
Niektóre własności i zależności:
- {\displaystyle \mathrm {shi} \,(-x)=-\mathrm {shi} \,(x)}
- {\displaystyle i\cdot \mathrm {shi} \,(x)=\mathrm {Si} \,(ix)}
- {\displaystyle \mathrm {shi} (x)={\tfrac {x}{1\cdot 1!}}+{\tfrac {x^{3}}{3\cdot 3!}}+{\tfrac {x^{5}}{5\cdot 5!}}+{\tfrac {x^{7}}{7\cdot 7!}}+\ldots =\sum _{n=0}^{\infty }{\tfrac {x^{2n+1}}{(2n+1)\cdot (2n+1)!}}}
- {\displaystyle \mathrm {shi} \,(x)={\frac {\mathrm {Ei} (x)-\mathrm {Ei} (-x)}{2}}}

gdzie {\displaystyle \mathrm {Ei} \,(x)} jest funkcją całkowo-wykładniczą, zaś {\displaystyle \mathrm {Si} \,(x)} jest sinusem całkowym.
Całkowy sinus hiperboliczny występuje w rozwiązaniach równań różniczkowych opisujących niektóre zjawiska w ośrodkach ciągłych (np. przepływ cieczy nienewtonowskich w rurach i szczelinach).